# Novedrate
Novedrate (Novedraa in dialetto brianzolo, AFI /nu(w)eˈdraː/) è un comune italiano di 2 857 abitanti della provincia di Como in Lombardia.
Situato nella parte meridionale della provincia, nella zona collinare a nord della provincia di Monza e Brianza, confina a nord con il comune di Figino Serenza, a sud con quello di Lentate sul Seveso, a est con Mariano Comense e a ovest con Carimate. Dista 41 km dall'aeroporto di Milano-Malpensa, 31 km da Milano e 18 km da Como. La località è famosa a livello internazionale per la produzione del merletto, ospitando annualmente un'esposizione in concomitanza con la festa patronale.

## Origini del nome
L'origine del nome è incerta; secondo alcuni studi sarebbe un derivato, con suffisso -at, da un ipotetico noventulum o novedro, che starebbe a significare "maggese", un campo che si coltiva per la prima volta, di recente. Un'altra ipotesi sostiene che sia invece la derivazione di un antico nome personale con l'aggiunta del suffisso -ate che caratterizza la maggior parte dei comuni della zona.

## Storia
Novedrate viene per la prima volta nominato in un documento ufficiale nel 1017 a Cantù quando un certo Landolfo, prete milanese, dispone che un appezzamento di terra del luogo di Novedrate sia dato per metà alla chiesa di Santa Maria e per l'altra a diversi uomini della zona. Agli inizi del Duecento Novedrate è interessata e tartassata dalla contesa tra popolani e i nobili milanesi rifugiatisi proprio a Cantù. I Visconti e gli Sforza si susseguono nei decenni con le lotte per il potere, per il dominio della Martesana.
Nel 1346 “el locho da Novedrà” risulta far parte dei comuni della pieve di Galliano che hanno in carico la manutenzione della “strata da Dergano”. Nei secoli successivi Novedrate passò sotto diversi signori: già concesso in feudo a Polidoro Sforza Visconti dal fratello Galeazzo Maria, nel 1475 il paese venne infeudato alla famiglia dei Pietrasanta assieme agli altri comuni della pieve di Galliano.
Nel 1500 e 1600 alle guerre si aggiungono le calamità naturali e la carestia.
Sempre infeudato ai Pietrasanta, nel 1751 Novedrate si estendeva ai cassinaggi di Cassinta, Rugabella e Barozza.
Un decreto di riorganizzazione amministrativa del Regno d'Italia napoleonico del 1807 sancì l'aggregazione di Novedrate al comune di Carimate, decisione che venne tuttavia abrogata con la Restaurazione.
Nel 1928 Novedrate fu nuovamente accorpata a Carimate, per ritornare indipendente nel 1950. L'anno seguente il barone Rinaldo Casana, proprietario dell'omonima villa, venne eletto primo sindaco del paese. Rimarrà in carica fino al 1973, anno della sua morte e subito dopo la villa verrà ceduta all'IBM che realizzerà in paese il proprio centro di istruzione per i tecnici dei centri meccanografici. Dal 30 gennaio 2006 negli stabili dell'ex sede del centro di istruzione dell'IBM, Novedrate ospita l'Università telematica e-Campus.

### Simboli
Lo stemma e il gonfalone sono stati concessi con decreto del presidente della Repubblica del 10 febbraio 1956.
Il gonfalone è un drappo di azzurro.

## Monumenti e luoghi d'interesse

### Architetture religiose
- Chiesa parrocchiale dei Santi Donato e Carpoforo[12]: attestata sin dal XII secolo, l'edificio che noi oggi vediamo è frutto dei vari rifacimenti condotti nei secoli, in particolare quello del XVIII secolo e quello di inizio XX secolo.

### Architetture civili
- Complesso di Villa Casana, che nella parte più antica risale al 1871[13]
- Villa neogotica del XIX secolo[14]

## Società

### Evoluzione demografica
- 250 nel 1751[5]
- 522 nel 1771[15]
- 618 nel 1799[16]
- 785 nel 1805[16]
- 532 nel 1809 (prima dell'annessione a Carimate)[16]
- 764 nel 1853[7]
- 801 nel 1859[17]
- 940 nel 1901[17]

Abitanti censiti

## Cultura

### Istruzione
A Novedrate, in Via Isimbardi 10, ha la sua sede centrale l'Università degli Studi e-Campus presso l'ex edificio IBM Computer, convertito in campus universitario.

### Media
Il paese viene citato nella canzone  'O scarrafone (Un uomo in blues, 1991) di Pino Daniele, usandolo come riferimento di uno dei tanti luoghi dell'emigrazione degli italiani del sud.

### Mostra biennale internazionale del pizzo
Novedrate è conosciuta per la grande tradizione locale nella produzione del pizzo.
Durante gli anni pari Novedrate ospita una mostra internazionale dedicata al merletto. Delegazioni provenienti dall'Italia, da paesi europei ed extraeuropei sono invitati alla manifestazione arrivata nel 2009 alla venticinquesima edizione.
La mostra, che ha ottenuto il patrocinio del Parlamento europeo e del ministero per i beni e le attività culturali, ha raccolto anche interventi di rappresentanti di istituzioni nazionali come la vice presidente del Senato Rosi Mauro e il ministro Umberto Bossi, oltre ad aver ricevuto da parte del presidente della Repubblica Giorgio Napolitano una targa.

## Amministrazione
Il Sindaco in carica per il mandato 2016 - 2021 è Serafino Grassi.
La Giunta è composta da Davide Marelli (Vicesindaco) e Lisa Barni (Assessore).
Lista Civica "Grassi per Novedrate".

## Sport

### Calcio
La principale squadra di calcio della città è l'A.C. Novedrate Calcio che milita nel girone G lombardo di 2ª Categoria.
Pugilato
La cittadina è luogo natale dell'ex peso massimo Lorenzo Zanon.

### Esplicative
1. ↑  ortografia classica

### Bibliografiche
1. 1 2   Bilancio demografico mensile anno 2025 (dati provvisori), su demo.istat.it, ISTAT.
2. ↑   Classificazione sismica (XLS), su rischi.protezionecivile.gov.it.
3. ↑   Tabella dei gradi/giorno dei Comuni italiani raggruppati per Regione e Provincia (PDF), in Legge 26 agosto 1993, n. 412, allegato A, Agenzia nazionale per le nuove tecnologie, l'energia e lo sviluppo economico sostenibile, 1º marzo 2011,  p. 151. URL consultato il 25 aprile 2012 (archiviato dall'url originale il 1º gennaio 2017).
4. ↑  Borghese, p. 333.
5. 1 2 3 4   Comune di Novedrate, sec. XIV - 1757, su Istituzioni storiche – Lombardia Beni Culturali. URL consultato il 29 aprile 2020.
6. ↑   Comune di Carimate, 1798 - 1815, su Istituzioni storiche – Lombardia Beni Culturali. URL consultato il 29 aprile 2020.
7. 1 2   Comune di Novedrate, 1816 - 1859, su Istituzioni storiche – Lombardia Beni Culturali. URL consultato il 29 aprile 2020.
8. ↑   Comune di Carimate, 1859 - [1971], su Istituzioni storiche – Lombardia Beni Culturali. URL consultato il 29 aprile 2020.
9. ↑   Comune di Novedrate, 1950 - [1971], su Istituzioni storiche – Lombardia Beni Culturali. URL consultato il 29 aprile 2020.
10. ↑   Novedrate, decreto 1956-02-10 DPR, concessione di stemma e gonfalone, su Archivio Centrale dello Stato. URL consultato il 5 novembre 2022.
11. ↑   Bozzetti di stemma e gonfalone del Comune di Novedrate, su ACS, Raccolta dei disegni degli stemmi di comuni e città. URL consultato il 5 ottobre 2024.
12. ↑   Chiesa dei SS. Donato e Carpoforo - complesso, Piazza Umberto I - Novedrate (CO) – Architetture – Lombardia Beni Culturali, su lombardiabeniculturali.it. URL consultato il 29 aprile 2020.
13. ↑   Villa Casana - complesso, Piazza Umberto I, 24 (P),20,22,26,28 - Novedrate (CO) – Architetture – Lombardia Beni Culturali, su lombardiabeniculturali.it. URL consultato il 29 aprile 2020.
14. ↑   Villa neogotica - complesso, Via Como, 23 - Novedrate (CO) – Architetture – Lombardia Beni Culturali, su lombardiabeniculturali.it. URL consultato il 29 aprile 2020.
15. ↑   Comune di Novedrate, 1757 - 1797 – Istituzioni storiche – Lombardia Beni Culturali, su lombardiabeniculturali.it. URL consultato il 29 aprile 2020.
16. 1 2 3   Comune di Novedrate, 1798 - 1809 – Istituzioni storiche – Lombardia Beni Culturali, su lombardiabeniculturali.it. URL consultato il 29 aprile 2020.
17. 1 2   Comune di Novedrate, 1859 - 1928 – Istituzioni storiche – Lombardia Beni Culturali, su lombardiabeniculturali.it. URL consultato il 29 aprile 2020.
18. ↑  Statistiche I.Stat ISTAT  URL consultato in data 28-12-2012.
Nota bene: il dato del 2021 si riferisce al dato del censimento permanente al 31 dicembre di quell'anno. Fonte:  Popolazione residente per territorio - serie storica, su esploradati.censimentopopolazione.istat.it.
19. ↑  Comune di Novedrate - XXV MOSTRA INTERNAZIONALE DEL PIZZO
20. ↑  Comune di Novedrate - BOSSI E COPPOLINO INAUGURANO LA BIENNALE